# Горная овсянка
Горная овсянка (лат. Emberiza cia) — вид птиц семейства овсянковых.

## Описание
Длина тела достигает 16 см, масса — примерно 25 г. Половой диморфизм не выражен. Оперение самок более тусклое и рисунок на голове менее контрастный.

## Распространение
Вид распространён в Африке, Европе и в центральной Азии. Предпочитает солнечные, каменистые холмы, поросшие кустарником и деревьями. Иногда встречается в виноградниках. 

## Питание
Птицы питаются в основном семенами, например вербейника обыкновенного. В сезон размножения важную роль в питании также играют насекомые. 

## Гнездование
Птицы моногамны и территориальны. Площадь участка составляет в среднем 2,55 га. Сезон гнездования начинается в Центральной Европе в апреле и длится до середины июня. В кладке от 4 до 6 яиц. Инкубационный период длится 12—14 дней. Насиживает только самка. Выводковый период длится 10—12 дней. Кормят выводок обе птицы.